# 沙朗西-沃赞
沙朗西-沃赞（法語：Charency-Vezin，法語發音：[ʃaʁɑ̃si vəzɛ̃]），法国东北部市镇，大东部大区默尔特-摩泽尔省，隶属于布里埃区，其市镇面积为14.79平方公里，2022年1月1日时人口数量为616人，在法国城市中排名第14,658位。
沙朗西-沃赞位于默尔特-摩泽尔省西北部，西侧和北侧分别与默兹省和比利时接壤，希耶尔河流经镇中心，多条公路在此交汇。

## 地名来源

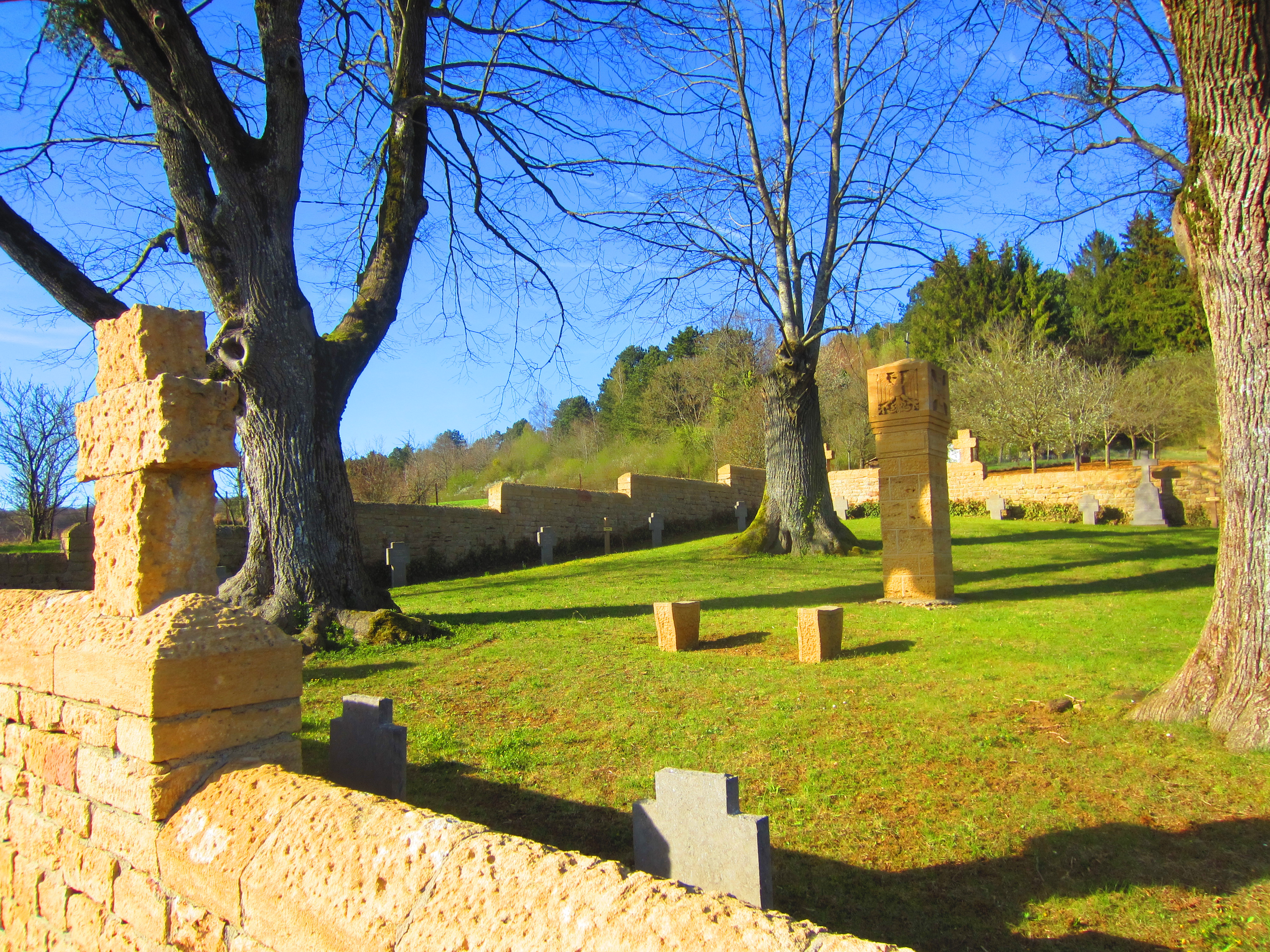
一战烈士纪念碑

“Charency”一名来源及含义均不清楚；“Vezin”一名可能转写自拉丁语单词“vicus”，原意为“相邻”，引申含义为“村庄”。

## 历史
沙朗西-沃赞成立于1794年，由沙朗西（Charency）和沃赞（Vezin）两个市镇合并而成，其中镇政府驻地为沙朗西。1812至1840年间，希耶尔河畔埃皮耶曾整体并入沙朗西-沃赞。1862年，途径沙朗西-沃赞的莫翁－蒂永维尔铁路建成通车。普法战争结束后，沙朗西-沃赞被划入新成立的默尔特-摩泽尔省。第二次世界大战期间，沙朗西-沃赞曾出现抵抗运动组织。

## 地理

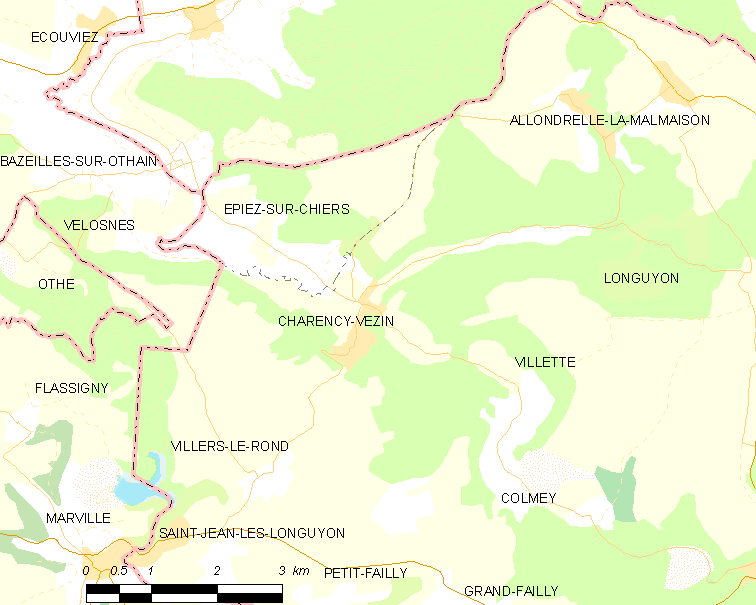
沙朗西-沃赞市镇范围地图

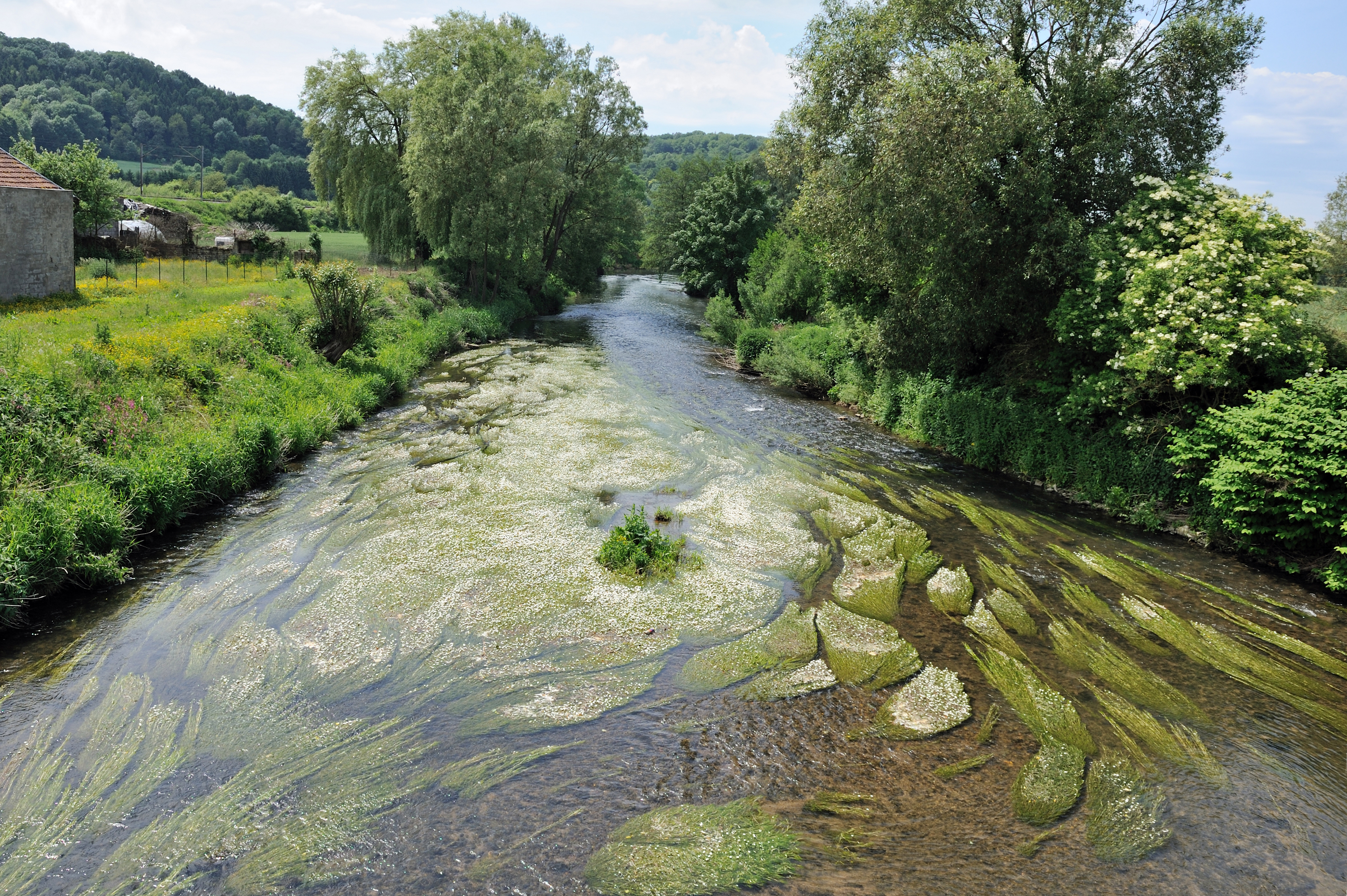
希耶尔河沙朗西-沃赞段

沙朗西-沃赞位于法国东北部，大东部大区东北部和默尔特-摩泽尔省西北部，距离省会南锡大约130公里。与沙朗西-沃赞接壤的市镇包括：阿隆德雷勒-拉马尔迈松、科尔梅、希耶尔河畔埃皮耶、隆吉永、圣让莱隆吉永、维莱勒龙、维莱特、沃洛讷。

### 地形
沙朗西-沃赞位于洛林高原西部，境内以丘陵为主，市镇中心位于一处地势较为平坦的河谷地带，全境海拔在192到365米之间。

### 水文
沙朗西-沃赞位于默兹河流域，其右岸支流希耶尔河自东南向西北流经镇中心。

### 植被
沙朗西-沃赞属于温带阔叶混交林区，林地主要分布于河谷附近。
在鲜花城市的评比中，沙朗西-沃赞暂未被评级。

### 气候
沙朗西-沃赞在柯本气候分类法中属于温带海洋性气候，因其距离海岸线相对较远，故当地气候又有一定的大陆性特征。

## 行政区划
沙朗西-沃赞的市镇编号为54118，邮政编号为54260。
在行政管理方面，沙朗西-沃赞隶属于法国大东部大区默尔特-摩泽尔省布里埃区；在地方选举方面，沙朗西-沃赞隶属于蒙圣马丹县，其市镇范围全境被划入默尔特-摩泽尔省第三选区；在社会管理方面，沙朗西-沃赞是隆吉永地区洛林土地市镇公共社区的组成部分。
法国国家统计与经济研究所（简称）在进行数据统计时，未将沙朗西-沃赞划入任何城市核心区、城市区以及城市辐射区（）内。此外，还将沙朗西-沃赞市镇整体看作一个“块区”（IRIS），以便于统计人口分布情况。

## 交通

### 公路
默尔特-摩泽尔省省道D29线、D29C线和D29F线在沙朗西-沃赞境内交汇。
2018年，70.5%的沙朗西-沃赞家庭拥有至少一辆私人汽车。2009年，沙朗西-沃赞境内共发生各类交通事故1起，造成1人遇难。
| 8 | 36 |

| 南锡 | 130 |

| 隆维 | 24 |

| 蒙梅迪 | 13 |

### 铁路
沙朗西-沃赞位于莫翁－蒂永维尔铁路上，该铁路原有的沙朗西-沃赞火车站已废弃拆除。
距离沙朗西-沃赞最近的运营中的客运铁路车站为11公里外的隆吉永站，该站停靠前往蒂永维尔、隆维、沙勒维尔-梅济耶尔和南锡四个方向的区域列车。

### 航空
距离沙朗西-沃赞最近的民用航空站为卢森堡机场，距离沙朗西-沃赞市中心的公路里程约71公里。

### 城市公共交通
截至2022年9月，沙朗西-沃赞暂无城市公共交通系统。

## 政治
沙朗西-沃赞的现任市长为帕特里克·特罗尼翁先生（Patrick TROGNON），他是一名无党派人士，在2020年的市政选举中获得了55.02%的支持率。
在2022年的法国总统大选中，法国极右翼政党国民阵线主席玛丽娜·勒庞在沙朗西-沃赞获得了60.08%的支持率。

## 人口
2018年，沙朗西-沃赞市镇人口数量为598，在法国排名第14,658位。其中男性304人，女性294人，75岁及以上人口占7.5%，外籍人口数量为115人，人口密度为40人/平方公里，当地居民暂无官方称谓。2019年，沙朗西-沃赞境内出生6人，死亡人口1人。
| 沙朗西-沃赞1901年－2019年人口变化情况 |
|                                       |
| 数据来源：Cassini、INSEE              |

## 经济
截止2022年9月，沙朗西-沃赞市镇范围内共有各类用人单位（包含自雇）63家，比上一年新增了两家。

## 财政与居民收入
2020年，沙朗西-沃赞的财政收入总额为325,400欧元，财政支出总额为311,070欧元，当年的债务总额为128,530欧元。2021年，沙朗西-沃赞市镇共获得96,978欧元的国家财政补助，比上一年减少了1.24%。
2020年，沙朗西-沃赞的人均月收入总额为2,067欧元，低于法国平均水平（2,303欧元）。
2018年，沙朗西-沃赞境内的青壮年（15至64岁）失业率为6.7%，当地33.5%的家庭拥有纳税资格，平均纳税2,084欧元，低于法国平均水平（3,910欧元）。

## 社会事务

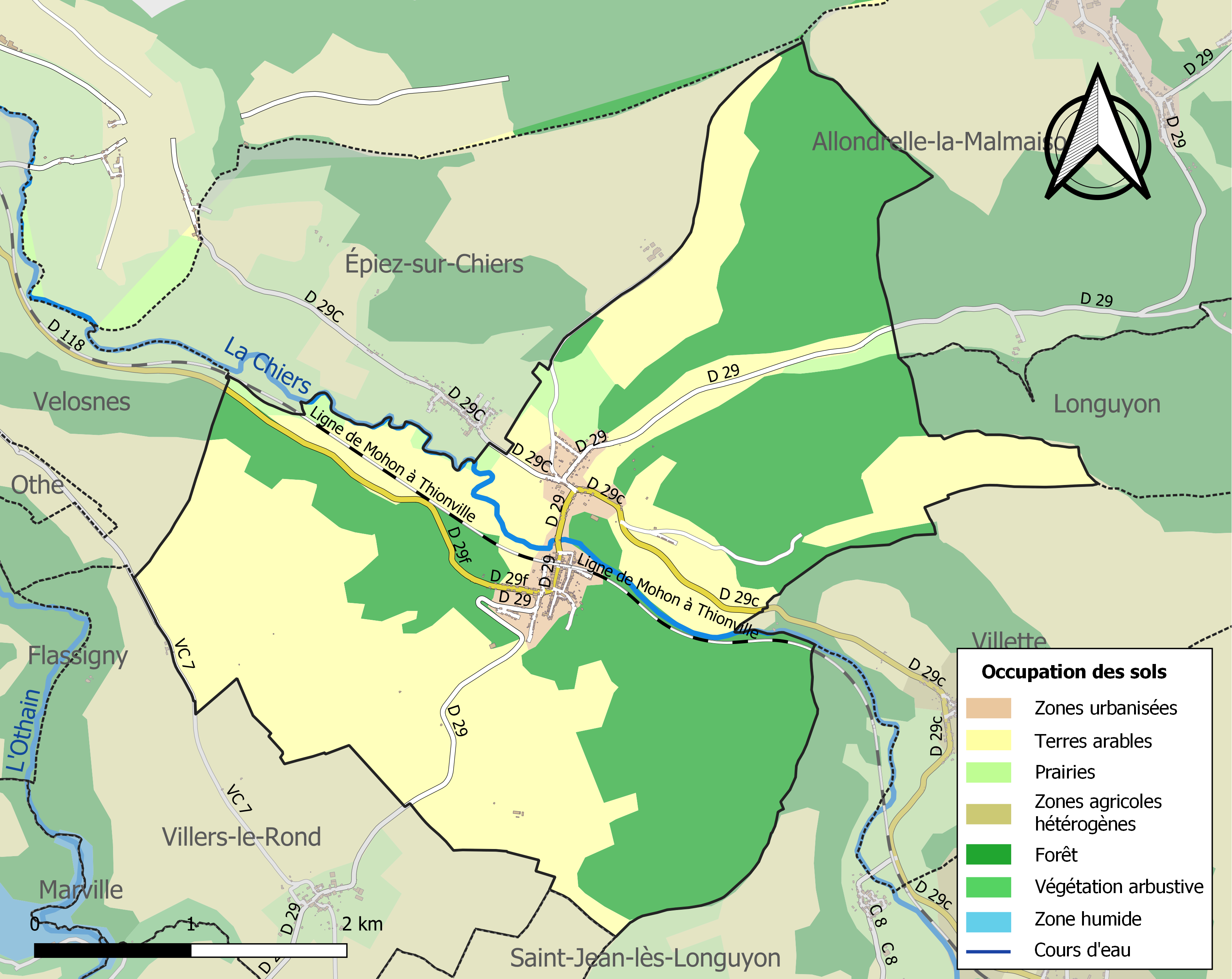
沙朗西-沃赞土地利用情况地图

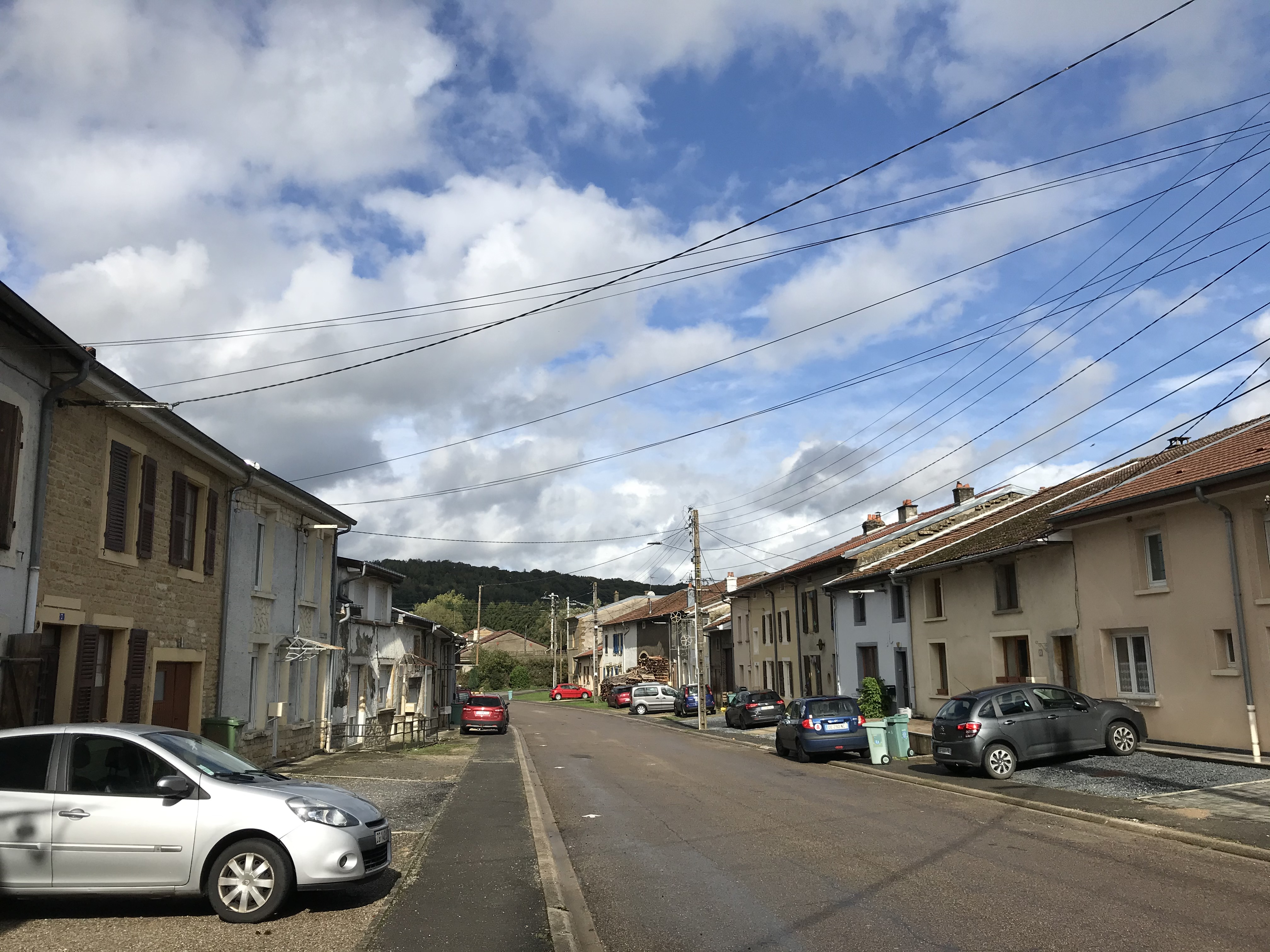
沙朗西-沃赞镇中心的主干道

### 教育
沙朗西-沃赞属于南锡-梅斯学区。截止2020年1月1日，沙朗西-沃赞境内暂无任何学校。

### 医疗
截止2020年1月1日，沙朗西-沃赞境内暂无任何医疗机构及从业人员。
距离沙朗西-沃赞最近的区域性医疗机构为布里埃中心医院（Centre hospitalier de Briey），其主病区位于瓦勒德布里埃，距离沙朗西-沃赞市区的正常车程大约49分钟，该院设有床位250个，是当地规模最大的公立综合性医院。

### 住房
2018年，沙朗西-沃赞境内共有各类住房295套，其中93.2%为独立式居民区，主要分布于市区X部；6.8%为集中式居民区，主要分布于市区X部。常住房屋占沙朗西-沃赞市镇范围内居民建筑总量的78.0%。
在住房保障政策方面，2020年，沙朗西-沃赞境内共有16户家庭获得了住房经济补助，受益人数占总人口数量的2.7%，其中9份为房租补助。

### 商业
2019年，沙朗西-沃赞境内共有各类实体商铺9家，其中美容美发店1家。市区X部建有大型开放式商业街区。

### 体育
2020年，沙朗西-沃赞境内有1处足球或橄榄球场。
截至2022年9月，沙朗西-沃赞境内暂无注册足球俱乐部。

### 环境
沙朗西-沃赞的环境事务由其所属的隆吉永地区洛林土地市镇公共社区联合各级政府协调负责。2019年，沙朗西-沃赞境内共有1家污染企业。

### 治安
沙朗西-沃赞及其附近的共97个市镇是瓦勒德布里埃国家宪兵队（zone gendarmerie de Val-de-Briey）的管辖范围。2020年，该宪兵队累计记录各类案件1,547起，其中盗窃类案件655起，经济类案件213起，毒品交易类案件83起。

## 文化

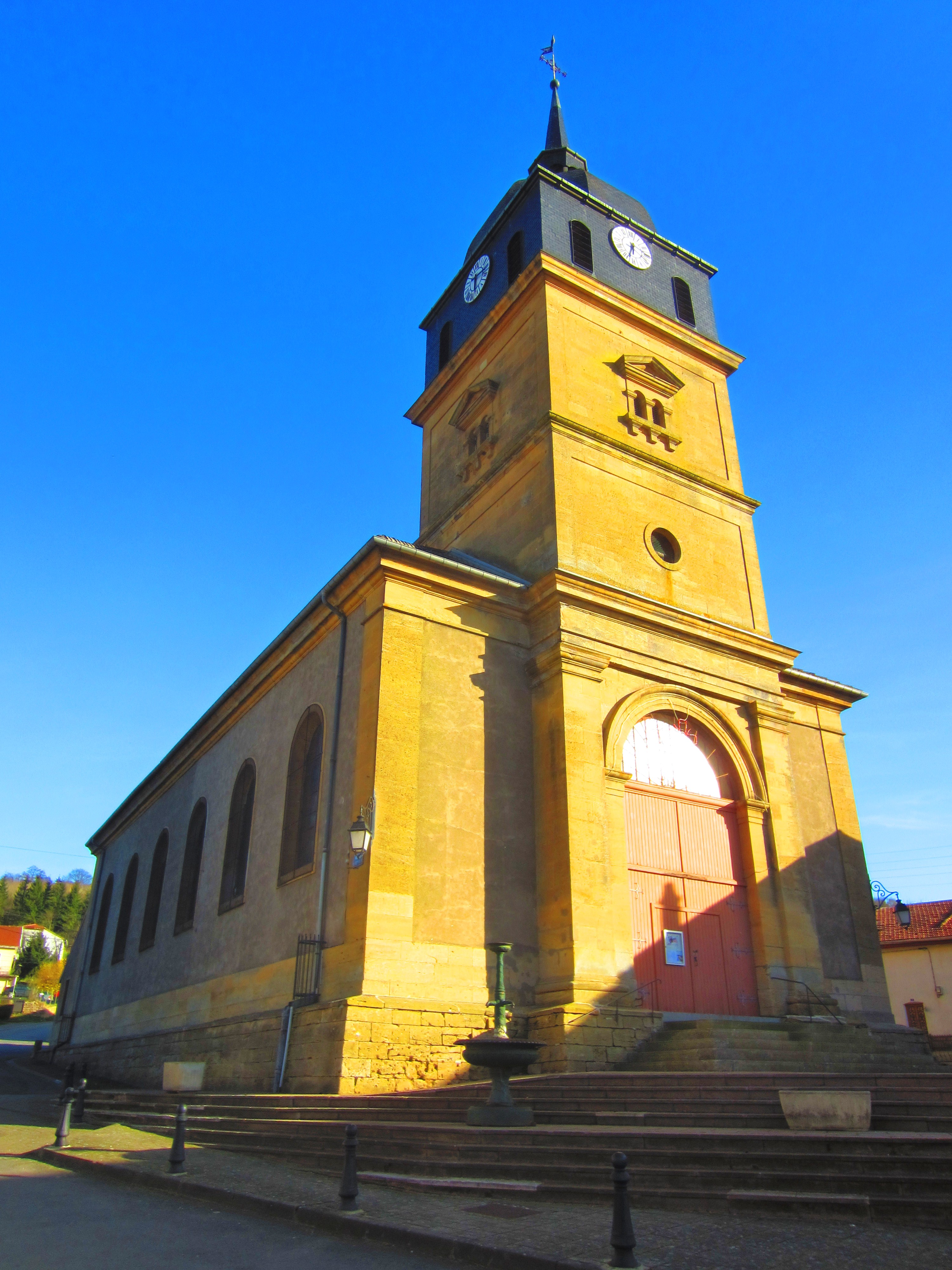
圣埃莱娜教堂

2020年，沙朗西-沃赞境内暂无任何文化设施。沙朗西-沃赞市政府提供多媒体中心，每周二至六向公众开放。

### 建筑
沙朗西-沃赞境内有多处历史建筑，其中圣埃莱娜教堂（Église Sainte-Hélène de Vezin）是当地的地标性建筑物。

### 旅游
沙朗西-沃赞的旅游事务由其所属的隆吉永地区洛林土地市镇公共社区负责。2021年，沙朗西-沃赞境内暂无任何游客接待设施。

### 媒体
法国主要的媒体均可在沙朗西-沃赞接收，法国电视三台下属的大东部大区频道在部分时段播出沙朗西-沃赞所属区域的地方新闻。《洛林共和党人报》、蓝色法兰西北洛林广播、RTL Radio等是当地主要的地方性媒体。

## 友好城市
截至2022年9月，沙朗西-沃赞暂未建立任何友好城市关系。